# Liste des monuments historiques du Calvados (G-O)
Cette liste regroupe une partie des monuments historiques du Calvados.
- Haut – A
- B
- C
- D
- E
- F
- G
- H
- I
- J
- K
- L
- M
- N
- O
- P
- Q
- R
- S
- T
- U
- V
- W
- X
- Y
- Z

## Liste
Pour des raisons de taille, la liste est découpée en trois. Cette partie regroupe les communes débutant de G à O. Pour les autres, voir A-F et P-Z.
| Monument                                              | Commune                                                | Adresse                                          | Coordonnées                                      | Notice                                           | Protection                                       | Date                                             | Illustration                                          |
| ----------------------------------------------------- | ------------------------------------------------------ | ------------------------------------------------ | ------------------------------------------------ | ------------------------------------------------ | ------------------------------------------------ | ------------------------------------------------ | ----------------------------------------------------- |
| Église Saint-Pierre                                   | Géfosse-Fontenay                                       |                                                  | 49° 21′ 46″ nord, 1° 05′ 15″ ouest               | « PA00111360 »                                   | Inscrit                                          | 1927                                             | Église Saint-Pierre                                   |
| Manoir de l'Hermerel                                  | Géfosse-Fontenay                                       |                                                  | 49° 22′ 06″ nord, 1° 04′ 37″ ouest               | « PA00111361 »                                   | Inscrit                                          | 1975                                             | Image manquante Téléverser                            |
| Motte féodale de la Cour des Domaines                 | Gerrots                                                | Les Petits Domaines                              | 49° 11′ 26″ nord, 0° 00′ 39″ est                 | « PA00111362 »                                   | Classé                                           | 1981                                             | Image manquante Téléverser                            |
| Villa Sayer                                           | Glanville                                              | Cour de la Côte                                  | 49° 16′ 33″ nord, 0° 04′ 44″ est                 | « PA00111839 »                                   | Classé                                           | 2005                                             | Villa Sayer                                           |
| Manoir de la Brairie                                  | Glos                                                   | Ferme de la Brairie                              | 49° 07′ 22″ nord, 0° 16′ 06″ est                 | « PA00111363 »                                   | Classé                                           | 2005                                             | Manoir de la Brairie                                  |
| Manoir de Bray                                        | Glos                                                   | Chemin des Bossettes                             | 49° 07′ 21″ nord, 0° 16′ 01″ est                 | « PA00111364 »                                   | Inscrit                                          | 1928                                             | Manoir de Bray                                        |
| Manoir de Colandon                                    | Glos                                                   |                                                  | 49° 07′ 38″ nord, 0° 16′ 49″ est                 | « PA00111365 »                                   | Inscrit                                          | 1971                                             | Manoir de Colandon                                    |
| Manoir de la Quesse                                   | Glos                                                   |                                                  | 49° 08′ 01″ nord, 0° 17′ 29″ est                 | « PA00111366 »                                   | Inscrit                                          | 1927                                             | Manoir de la Quesse                                   |
| Église Saint-Martin                                   | Gonneville-sur-Honfleur                                |                                                  | 49° 23′ 19″ nord, 0° 14′ 26″ est                 | « PA00111367 »                                   | Inscrit                                          | 1933                                             | Église Saint-Martin                                   |
| Manoir d'Angerville                                   | Gonneville-sur-Mer                                     |                                                  | 49° 16′ 58″ nord, 0° 02′ 24″ ouest               | « PA00111368 »                                   | Inscrit                                          | 1986                                             | Manoir d'Angerville                                   |
| Château d'Outrelaize                                  | Gouvix                                                 |                                                  | 49° 01′ 55″ nord, 0° 18′ 38″ ouest               | « PA00111369 »                                   | Inscrit Classé                                   | 1971 2005                                        | Château d'Outrelaize                                  |
| Église Notre-Dame                                     | Gouvix                                                 |                                                  | 49° 02′ 05″ nord, 0° 18′ 15″ ouest               | « PA00111370 »                                   | Inscrit                                          | 1927                                             | Église Notre-Dame                                     |
| Pierre Tourneresse                                    | Gouvix                                                 |                                                  | 49° 01′ 57″ nord, 0° 19′ 29″ ouest               | « PA00111371 »                                   | Classé                                           | 1936                                             | Pierre Tourneresse                                    |
| Église Saint-Pierre                                   | Grainville-sur-Odon                                    |                                                  | 49° 08′ 27″ nord, 0° 31′ 40″ ouest               | « PA00111372 »                                   | Classé                                           | 1910                                             | Église Saint-Pierre                                   |
| Église Saint-Germain de Maisy                         | Grandcamp-Maisy                                        |                                                  | 49° 22′ 53″ nord, 1° 03′ 18″ ouest               | « PA00111373 »                                   | Inscrit                                          | 1926                                             | Église Saint-Germain de Maisy                         |
| Église Saint-Malo de Létanville                       | Grandcamp-Maisy                                        |                                                  | 49° 22′ 22″ nord, 1° 01′ 37″ ouest               | « PA00111374 »                                   | Inscrit                                          | 1959                                             | Église Saint-Malo de Létanville                       |
| Villa le Manoir                                       | Grandcamp-Maisy                                        | 27 rue Gambetta                                  | 49° 23′ 20″ nord, 1° 02′ 12″ ouest               | « PA14000069 »                                   | Inscrit                                          | 2006                                             | Villa le Manoir                                       |
| Château de Grandchamp-le-Château                      | Grandchamp-le-Château                                  |                                                  | 49° 04′ 52″ nord, 0° 04′ 38″ est                 | « PA00111375 »                                   | Classé Inscrit                                   | 1922 1960                                        | Château de Grandchamp-le-Château                      |
| Église Notre-Dame                                     | Grangues                                               |                                                  | 49° 15′ 57″ nord, 0° 03′ 25″ ouest               | « PA00111376 »                                   | Inscrit                                          | 1926                                             | Église Notre-Dame                                     |
| Église Notre-Dame                                     | La Graverie                                            |                                                  | 48° 53′ 35″ nord, 0° 52′ 55″ ouest               | « PA00111377 »                                   | Inscrit                                          | 1928                                             | Église Notre-Dame                                     |
| Château d'Olivet                                      | Grimbosq                                               |                                                  | 49° 02′ 34″ nord, 0° 25′ 39″ ouest               | « PA00111378 »                                   | Inscrit                                          | 1988                                             | Château d'Olivet                                      |
| Église Saint-Germain                                  | Guéron                                                 |                                                  | 49° 14′ 57″ nord, 0° 42′ 44″ ouest               | « PA00111379 »                                   | Classé                                           | 1915                                             | Église Saint-Germain                                  |
| Église Saint-Pierre                                   | Hermanville-sur-Mer                                    |                                                  | 49° 17′ 15″ nord, 0° 18′ 46″ ouest               | « PA00111380 »                                   | Inscrit                                          | 1927                                             | Église Saint-Pierre                                   |
| Maison la Bluette                                     | Hermanville-sur-Mer                                    | 272 rue du Pré-de-l'Île                          | 49° 17′ 57″ nord, 0° 18′ 21″ ouest               | « PA00111381 »                                   | Classé Inscrit                                   | 2005                                             | Maison la Bluette                                     |
| Manoir de Prébois                                     | Hermanville-sur-Mer                                    |                                                  | 49° 17′ 11″ nord, 0° 18′ 38″ ouest               | « PA00111382 »                                   | Inscrit                                          | 1968                                             | Manoir de Prébois                                     |
| Château d'Hermival                                    | Hermival-les-Vaux                                      |                                                  | 49° 10′ 00″ nord, 0° 17′ 06″ est                 | « PA00111383 »                                   | Inscrit                                          | 1927                                             | Château d'Hermival                                    |
| Chapelle Saint-Vincent                                | Hérouville-Saint-Clair                                 | Route de Lion-sur-Mer Rue d'Epron                | 49° 12′ 49″ nord, 0° 20′ 31″ ouest               | « PA14000045 »                                   | Inscrit                                          | 2004                                             | Chapelle Saint-Vincent                                |
| Château d'eau d'Hérouville-Saint-Clair                | Hérouville-Saint-Clair                                 | Avenue du Parc-Saint-André                       | 49° 12′ 10″ nord, 0° 20′ 32″ ouest               | « PA14000093 »                                   | Inscrit                                          | 2010                                             | Château d'eau d'Hérouville-Saint-Clair                |
| Église Saint-Clair                                    | Hérouville-Saint-Clair                                 |                                                  | 49° 12′ 25″ nord, 0° 19′ 04″ ouest               | « PA00111384 »                                   | Inscrit                                          | 1928                                             | Église Saint-Clair                                    |
| Croix de cimetière                                    | Heuland                                                |                                                  | 49° 16′ 08″ nord, 0° 00′ 08″ est                 | « PA00111386 »                                   | Inscrit                                          | 1933                                             | Croix de cimetière                                    |
| Croix d'Heuland                                       | Heuland                                                | Carrefour de la Croix-d'Heuland                  | 49° 16′ 44″ nord, 0° 00′ 12″ ouest               | « PA00111385 »                                   | Inscrit                                          | 1933                                             | Croix d'Heuland                                       |
| Manoir d'Heurtevent                                   | Heurtevent                                             |                                                  | 48° 58′ 45″ nord, 0° 07′ 18″ est                 | « PA00111387 »                                   | Inscrit                                          | 1975                                             | Image manquante Téléverser                            |
| Abbaye de Saint-André-de-Gouffern                     | La Hoguette                                            |                                                  | 48° 51′ 52″ nord, 0° 08′ 59″ ouest               | « PA00111388 »                                   | Classé                                           | 1932                                             | Abbaye de Saint-André-de-Gouffern                     |
|                                                       | Honfleur                                               | Voir Liste des monuments historiques de Honfleur | Voir Liste des monuments historiques de Honfleur | Voir Liste des monuments historiques de Honfleur | Voir Liste des monuments historiques de Honfleur | Voir Liste des monuments historiques de Honfleur | Voir Liste des monuments historiques de Honfleur      |
| Croix de cimetière                                    | L'Hôtellerie                                           |                                                  | 49° 08′ 25″ nord, 0° 24′ 18″ est                 | « PA00111444 »                                   | Inscrit                                          | 1926                                             | Image manquante Téléverser                            |
| Église Saint-Nicolas                                  | L'Hôtellerie                                           |                                                  | 49° 08′ 30″ nord, 0° 24′ 20″ est                 | « PA00111445 »                                   | Inscrit                                          | 1926                                             | Église Saint-Nicolas                                  |
| Manoir de Blanche de Castille                         | L'Hôtellerie                                           |                                                  | 49° 08′ 31″ nord, 0° 24′ 19″ est                 | « PA00111446 »                                   | Inscrit                                          | 1927                                             | Manoir de Blanche de Castille                         |
| Église Saint-Georges                                  | Hotot-en-Auge                                          |                                                  | 49° 09′ 58″ nord, 0° 03′ 16″ ouest               | « PA00111447 »                                   | Inscrit                                          | 1927                                             | Église Saint-Georges                                  |
| Maison forte du Ham                                   | Hotot-en-Auge                                          |                                                  | 49° 10′ 48″ nord, 0° 06′ 05″ ouest               | « PA14000003 »                                   | Inscrit                                          | 1997                                             | Image manquante Téléverser                            |
| Manoir de la Chapelle                                 | Hotot-en-Auge                                          | La Chapelle                                      | 49° 11′ 24″ nord, 0° 05′ 47″ ouest               | « PA14000034 »                                   | Classé Inscrit                                   | 2004                                             | Image manquante Téléverser                            |
| Manoir de Langle                                      | Hotot-en-Auge                                          | Brocottes                                        | 49° 11′ 14″ nord, 0° 04′ 06″ ouest               | « PA00111448 »                                   | Inscrit                                          | 1985                                             | Image manquante Téléverser                            |
| Manoir du Lieu Calice                                 | Hotot-en-Auge                                          |                                                  | 49° 10′ 19″ nord, 0° 02′ 11″ ouest               | « PA00111449 »                                   | Inscrit                                          | 1975                                             | Image manquante Téléverser                            |
| Château de La Houblonnière                            | La Houblonnière                                        |                                                  | 49° 07′ 28″ nord, 0° 06′ 15″ est                 | « PA00111451 »                                   | Inscrit                                          | 1927                                             | Château de La Houblonnière                            |
| Église de l'Assomption-de-Notre-Dame                  | La Houblonnière                                        | R.N. 13                                          | 49° 07′ 28″ nord, 0° 06′ 13″ est                 | « PA00111452 »                                   | Inscrit                                          | 1948                                             | Église de l'Assomption-de-Notre-Dame                  |
| Château de Beuzeval                                   | Houlgate                                               |                                                  | 49° 17′ 38″ nord, 0° 02′ 47″ ouest               | « PA14000041 »                                   | Inscrit                                          | 2004                                             | Château de Beuzeval                                   |
| Église Saint-Aubin                                    | Houlgate                                               | Chemin de l'Église-de-Beuzeval                   | 49° 17′ 56″ nord, 0° 02′ 59″ ouest               | « PA00111453 »                                   | Inscrit                                          | 1948                                             | Église Saint-Aubin                                    |
| Grand Hôtel                                           | Houlgate                                               | 2 rue Baumier 5 avenue du Sporting               | 49° 18′ 16″ nord, 0° 04′ 26″ ouest               | « PA14000018 »                                   | Inscrit                                          | 2000                                             | Grand Hôtel                                           |
| Église Notre-Dame                                     | Hubert-Folie                                           |                                                  | 49° 07′ 42″ nord, 0° 18′ 51″ ouest               | « PA00111454 »                                   | Inscrit                                          | 1932                                             | Église Notre-Dame                                     |
| Église Saint-André                                    | Ifs                                                    |                                                  | 49° 08′ 22″ nord, 0° 20′ 53″ ouest               | « PA00111455 »                                   | Classé                                           | 1946                                             | Église Saint-André                                    |
| Ferme Saint-Bernard (actuel hôtel de ville)           | Ifs                                                    |                                                  | 49° 08′ 14″ nord, 0° 20′ 58″ ouest               | « PA00111456 »                                   | Inscrit                                          | 1979                                             | Ferme Saint-Bernard (actuel hôtel de ville)           |
| Église Saint-Gervais-et-Saint-Protais                 | Jort                                                   |                                                  | 48° 58′ 18″ nord, 0° 04′ 44″ ouest               | « PA00111457 »                                   | Inscrit                                          | 1927                                             | Église Saint-Gervais-et-Saint-Protais                 |
| Abbaye Saint-Martin                                   | Juaye-Mondaye                                          |                                                  | 49° 12′ 25″ nord, 0° 41′ 15″ ouest               | « PA00111458 »                                   | Inscrit Classé Inscrit                           | 1927 1947 1999                                   | Abbaye Saint-Martin                                   |
| Château de Juaye                                      | Juaye-Mondaye                                          |                                                  | 49° 13′ 12″ nord, 0° 42′ 29″ ouest               | « PA00111459 »                                   | Inscrit                                          | 1988                                             | Image manquante Téléverser                            |
| Église Saint-Vigor de Juaye                           | Juaye-Mondaye                                          |                                                  | 49° 12′ 48″ nord, 0° 41′ 50″ ouest               | « PA00111460 »                                   | Inscrit                                          | 1927                                             | Église Saint-Vigor de Juaye                           |
| Pierre Dialan                                         | Jurques                                                | Le Bois du Nid du Chien                          | 48° 59′ 58″ nord, 0° 44′ 15″ ouest               | « PA00111461 »                                   | Classé                                           | 1889                                             | Pierre Dialan                                         |
| Château de Juvigny-sur-Seulles                        | Juvigny-sur-Seulles                                    |                                                  | 49° 09′ 21″ nord, 0° 36′ 46″ ouest               | « PA00111462 »                                   | Inscrit                                          | 1930 2008                                        | Château de Juvigny-sur-Seulles                        |
| Vieux pont de Juvigny-sur-Seulles                     | Juvigny-sur-Seulles également sur Tilly-sur-Seulles    |                                                  | 49° 09′ 46″ nord, 0° 36′ 56″ ouest               | « PA14000070 »                                   | Inscrit                                          | 2006                                             | Vieux pont de Juvigny-sur-Seulles                     |
| Église Saint-Pierre                                   | Landelles-et-Coupigny                                  |                                                  | 48° 53′ 13″ nord, 0° 59′ 52″ ouest               | « PA00111463 »                                   | Inscrit                                          | 1928                                             | Église Saint-Pierre                                   |
| Église Saint-Martin                                   | Langrune-sur-Mer                                       |                                                  | 49° 19′ 14″ nord, 0° 22′ 25″ ouest               | « PA00111464 »                                   | Classé                                           | 1840                                             | Église Saint-Martin                                   |
| Château de Manneville                                 | Lantheuil également sur Creully et Saint-Gabriel-Brécy |                                                  | 49° 16′ 01″ nord, 0° 31′ 42″ ouest               | « PA00111465 »                                   | Classé                                           | 2008                                             | Château de Manneville                                 |
| Église de la Sainte-Trinité                           | Lantheuil                                              |                                                  | 49° 16′ 23″ nord, 0° 30′ 14″ ouest               | « PA14000025 »                                   | Inscrit                                          | 2001                                             | Église de la Sainte-Trinité                           |
| Château de Lasson                                     | Lasson                                                 |                                                  | 49° 14′ 04″ nord, 0° 27′ 40″ ouest               | « PA00111466 »                                   | Classé Inscrit                                   | 1917 1975                                        | Château de Lasson                                     |
| Église Saint-Pierre                                   | Lasson                                                 |                                                  | 49° 14′ 01″ nord, 0° 27′ 49″ ouest               | « PA00111467 »                                   | Inscrit                                          | 1927                                             | Église Saint-Pierre                                   |
| Manoir des Demaines                                   | Lécaude                                                |                                                  | 49° 06′ 42″ nord, 0° 05′ 17″ est                 | « PA00111468 »                                   | Classé Inscrit                                   | 2006                                             | Image manquante Téléverser                            |
| Castel Louis                                          | Lion-sur-Mer                                           | 4 rue Joseph-Pasquet                             | 49° 18′ 11″ nord, 0° 18′ 56″ ouest               | « PA14000010 »                                   | Inscrit                                          | 1998                                             | Castel Louis                                          |
| Château de Lion-sur-Mer                               | Lion-sur-Mer                                           |                                                  | 49° 18′ 09″ nord, 0° 19′ 57″ ouest               | « PA00111469 »                                   | Classé Inscrit Classé Inscrit                    | 1926 1946 1969 2007                              | Château de Lion-sur-Mer                               |
| Église Saint-Pierre                                   | Lion-sur-Mer                                           |                                                  | 49° 18′ 01″ nord, 0° 19′ 01″ ouest               | « PA00111470 »                                   | Classé                                           | 1913                                             | Église Saint-Pierre                                   |
|                                                       | Lisieux                                                | Voir Liste des monuments historiques de Lisieux  | Voir Liste des monuments historiques de Lisieux  | Voir Liste des monuments historiques de Lisieux  | Voir Liste des monuments historiques de Lisieux  | Voir Liste des monuments historiques de Lisieux  | Voir Liste des monuments historiques de Lisieux       |
| Usine Leroy                                           | Livarot                                                | 19 rue Duchesne-Fournet                          | 49° 00′ 28″ nord, 0° 08′ 57″ est                 | « PA00111499 »                                   | Inscrit                                          | 1988                                             | Usine Leroy                                           |
| Église Saint-Martin de Parfouru-l'Éclin               | Livry                                                  |                                                  | 49° 08′ 04″ nord, 0° 44′ 58″ ouest               | « PA00111500 »                                   | Classé                                           | 1913                                             | Église Saint-Martin de Parfouru-l'Éclin               |
| Église Saint-Jacques                                  | Le Locheur                                             |                                                  | 49° 06′ 09″ nord, 0° 33′ 12″ ouest               | « PA00111501 »                                   | Inscrit                                          | 1928                                             | Église Saint-Jacques                                  |
| Église Saint-Pierre                                   | Longraye                                               |                                                  | 49° 09′ 24″ nord, 0° 41′ 55″ ouest               | « PA00111450 »                                   | Classé                                           | 1914                                             | Église Saint-Pierre                                   |
| Abbaye Sainte-Marie                                   | Longues-sur-Mer                                        |                                                  | 49° 19′ 55″ nord, 0° 41′ 55″ ouest               | « PA00111502 »                                   | Classé Inscrit                                   | 1915 2006                                        | Abbaye Sainte-Marie                                   |
| Batterie                                              | Longues-sur-Mer                                        |                                                  | 49° 20′ 36″ nord, 0° 41′ 42″ ouest               | « PA00132892 »                                   | Classé                                           | 2001                                             | Batterie                                              |
| Cimetière de Marigny                                  | Longues-sur-Mer                                        |                                                  | 49° 20′ 07″ nord, 0° 42′ 23″ ouest               | « PA00111503 »                                   | Inscrit                                          | 1926                                             | Cimetière de Marigny                                  |
| Église Saint-Pierre                                   | Longues-sur-Mer                                        |                                                  | 49° 19′ 44″ nord, 0° 41′ 00″ ouest               | « PA00111504 »                                   | Inscrit                                          | 1927                                             | Église Saint-Pierre                                   |
| Église Saint-Manvieu                                  | Longueville                                            |                                                  | 49° 20′ 28″ nord, 0° 57′ 51″ ouest               | « PA00111505 »                                   | Inscrit                                          | 1928                                             | Église Saint-Manvieu                                  |
| Église Notre-Dame                                     | Loucelles                                              |                                                  | 49° 13′ 24″ nord, 0° 34′ 53″ ouest               | « PA00111506 »                                   | Inscrit                                          | 1927                                             | Église Notre-Dame                                     |
| Château de Louvagny                                   | Louvagny                                               |                                                  | 48° 56′ 56″ nord, 0° 02′ 57″ ouest               | « PA00111507 »                                   | Inscrit                                          | 1977 2006                                        | Château de Louvagny                                   |
| Église Saint-Germain                                  | Louvagny                                               |                                                  | 48° 56′ 56″ nord, 0° 02′ 54″ ouest               | « PA00111508 »                                   | Classé                                           | 1999                                             | Image manquante Téléverser                            |
| Église Notre-Dame                                     | Louvières                                              |                                                  | 49° 21′ 50″ nord, 0° 55′ 10″ ouest               | « PA00111509 »                                   | Classé                                           | 1840                                             | Église Notre-Dame                                     |
| Château de Louvigny                                   | Louvigny                                               |                                                  | 49° 09′ 37″ nord, 0° 23′ 06″ ouest               | « PA00111510 »                                   | Inscrit                                          | 1946                                             | Château de Louvigny                                   |
| Église Saint-Vigor                                    | Louvigny                                               |                                                  | 49° 09′ 37″ nord, 0° 23′ 11″ ouest               | « PA00111511 »                                   | Inscrit                                          | 1927                                             | Église Saint-Vigor                                    |
| Porte                                                 | Louvigny                                               | Avenue de Louvigny                               | 49° 09′ 30″ nord, 0° 23′ 02″ ouest               | « PA00111512 »                                   | Inscrit                                          | 1928                                             | Porte                                                 |
| Croix du cimetière                                    | Luc-sur-Mer                                            |                                                  | 49° 18′ 30″ nord, 0° 21′ 25″ ouest               | « PA00111513 »                                   | Classé                                           | 1907                                             | Croix du cimetière                                    |
| Clocher de l'église Saint-Quentin                     | Luc-sur-Mer                                            |                                                  | 49° 18′ 29″ nord, 0° 21′ 25″ ouest               | « PA00111514 »                                   | Classé                                           | 1886                                             | Clocher de l'église Saint-Quentin                     |
| Château de Magny-en-Bessin                            | Magny-en-Bessin                                        |                                                  | 49° 18′ 27″ nord, 0° 39′ 54″ ouest               | « PA00111515 »                                   | Inscrit                                          | 1946                                             | Château de Magny-en-Bessin                            |
| Pressoir du château de Magny-le-Freule                | Magny-le-Freule                                        | Le Château                                       | 49° 05′ 55″ nord, 0° 03′ 56″ ouest               | « PA00111516 »                                   | Inscrit                                          | 1986                                             | Image manquante Téléverser                            |
| Pupitre                                               | Maisoncelles-la-Jourdan                                |                                                  | 48° 48′ 01″ nord, 0° 51′ 01″ ouest               | « PA00111517 »                                   | Inscrit                                          | 1928                                             | Pupitre                                               |
| Église Saint-Pierre                                   | Maizières                                              |                                                  | 49° 01′ 00″ nord, 0° 09′ 29″ ouest               | « PA00111518 »                                   | Classé                                           | 1862                                             | Église Saint-Pierre                                   |
| Croix de chemin                                       | Malloué                                                |                                                  | 48° 56′ 27″ nord, 0° 57′ 28″ ouest               | « PA00111519 »                                   | Inscrit                                          | 1970                                             | Croix de chemin                                       |
| Croix de cimetière                                    | Malloué                                                |                                                  | 48° 56′ 20″ nord, 0° 57′ 35″ ouest               | « PA00111520 »                                   | Inscrit                                          | 1970                                             | Croix de cimetière                                    |
| Église Notre-Dame                                     | Malloué                                                |                                                  | 48° 56′ 20″ nord, 0° 57′ 35″ ouest               | « PA00111521 »                                   | Inscrit                                          | 1970                                             | Église Notre-Dame                                     |
| Église Saint-Pierre                                   | Maltot                                                 |                                                  | 49° 07′ 35″ nord, 0° 25′ 28″ ouest               | « PA00111522 »                                   | Classé                                           | 1911                                             | Église Saint-Pierre                                   |
| Manoir de Douville                                    | Mandeville-en-Bessin                                   |                                                  | 49° 18′ 28″ nord, 0° 50′ 52″ ouest               | « PA00111523 »                                   | Inscrit                                          | 1927                                             | Manoir de Douville                                    |
| Église Saint-Jean-Baptiste                            | Manerbe                                                |                                                  | 49° 11′ 08″ nord, 0° 10′ 29″ est                 | « PA00111524 »                                   | Inscrit                                          | 1926                                             | Église Saint-Jean-Baptiste                            |
| Église Saint-Pierre                                   | Le Manoir                                              |                                                  | 49° 17′ 01″ nord, 0° 35′ 39″ ouest               | « PA00111525 »                                   | Inscrit                                          | 1926                                             | Église Saint-Pierre                                   |
| Manoir du Manoir                                      | Le Manoir                                              | Route de Vienne-en-Bessin                        | 49° 16′ 55″ nord, 0° 35′ 53″ ouest               | « PA00111526 »                                   | Inscrit                                          | 1939                                             | Manoir du Manoir                                      |
| Église Saint-Rémi                                     | Manvieux                                               |                                                  | 49° 20′ 12″ nord, 0° 39′ 20″ ouest               | « PA00111527 »                                   | Inscrit                                          | 1926                                             | Église Saint-Rémi                                     |
| Ferme de la Bucaille                                  | Marolles                                               |                                                  | 49° 08′ 23″ nord, 0° 22′ 17″ est                 | « PA00111528 »                                   | Inscrit                                          | 1931                                             | Image manquante Téléverser                            |
| Château de Vauville                                   | Mathieu                                                | Le bout Millet                                   | 49° 15′ 15″ nord, 0° 22′ 46″ ouest               | « PA00111529 »                                   | Inscrit                                          | 1972                                             | Château de Vauville                                   |
| Église Notre-Dame-de-l'Assomption                     | Mathieu                                                | Le Hamel                                         | 49° 15′ 15″ nord, 0° 22′ 10″ ouest               | « PA14000062 »                                   | Inscrit                                          | 2006                                             | Église Notre-Dame-de-l'Assomption                     |
| Manoir Saint-Jean                                     | Mathieu                                                | Rue Édouard-Legrand                              | 49° 15′ 22″ nord, 0° 22′ 13″ ouest               | « PA00111530 »                                   | Inscrit                                          | 1981                                             | Manoir Saint-Jean                                     |
| Église Saint-Firmin                                   | May-sur-Orne                                           | Rue du Canada                                    | 49° 06′ 05″ nord, 0° 22′ 28″ ouest               | « PA14000095 »                                   | Inscrit                                          | 2010                                             | Église Saint-Firmin                                   |
| Batterie de Merville                                  | Merville-Franceville-Plage                             | Avenue de la Batterie-de-Merville                | 49° 16′ 10″ nord, 0° 11′ 52″ ouest               | « PA14000026 »                                   | Classé                                           | 2001                                             | Batterie de Merville                                  |
| Redoute                                               | Merville-Franceville-Plage                             |                                                  | 49° 16′ 57″ nord, 0° 13′ 08″ ouest               | « PA00111531 »                                   | Inscrit                                          | 1978                                             | Redoute                                               |
| Église Saint-Martin                                   | Méry-Corbon                                            |                                                  | 49° 08′ 09″ nord, 0° 04′ 57″ ouest               | « PA00111532 »                                   | Inscrit                                          | 1926 1946                                        | Église Saint-Martin                                   |
| Manoir de Montfreule                                  | Méry-Corbon                                            |                                                  | 49° 07′ 04″ nord, 0° 03′ 52″ ouest               | « PA00111533 »                                   | Inscrit                                          | 1976                                             | Image manquante Téléverser                            |
| Église Saint-Pierre                                   | Le Mesnil-Caussois                                     |                                                  | 48° 51′ 16″ nord, 1° 01′ 00″ ouest               | « PA00111534 »                                   | Inscrit                                          | 1973                                             | Église Saint-Pierre                                   |
| Église Saint-Martin                                   | Mesnil-Clinchamps                                      |                                                  | 48° 51′ 08″ nord, 0° 59′ 28″ ouest               | « PA00111535 »                                   | Inscrit                                          | 1974                                             | Église Saint-Martin                                   |
| Église Saint-André                                    | Le Mesnil-Durand                                       |                                                  | 49° 02′ 41″ nord, 0° 08′ 22″ est                 | « PA00111536 »                                   | Inscrit                                          | 1926                                             | Église Saint-André                                    |
| Manoir du Verger                                      | Le Mesnil-Durand                                       |                                                  | 49° 03′ 16″ nord, 0° 08′ 58″ est                 | « PA00111537 »                                   | Inscrit                                          | 1975                                             | Image manquante Téléverser                            |
| Croix de cimetière                                    | Le Mesnil-Eudes                                        |                                                  | 49° 05′ 38″ nord, 0° 10′ 45″ est                 | « PA00111827 »                                   | Classé                                           | 1991                                             | Image manquante Téléverser                            |
| Manoir du Mesnil-Germain                              | Le Mesnil-Germain                                      |                                                  | 49° 02′ 54″ nord, 0° 11′ 13″ est                 | « PA00111538 »                                   | Inscrit                                          | 1972                                             | Manoir du Mesnil-Germain                              |
| Château du Mesnil-Guillaume                           | Le Mesnil-Guillaume                                    |                                                  | 49° 06′ 40″ nord, 0° 16′ 57″ est                 | « PA00111539 »                                   | Inscrit                                          | 1927                                             | Château du Mesnil-Guillaume                           |
| Église Sainte-Marie de Sainte-Marie-aux-Anglais       | Le Mesnil-Mauger                                       |                                                  | 49° 04′ 17″ nord, 0° 01′ 29″ est                 | « PA00111541 »                                   | Classé                                           | 1910                                             | Église Sainte-Marie de Sainte-Marie-aux-Anglais       |
| Église Saint-Étienne                                  | Le Mesnil-Mauger                                       |                                                  | 49° 05′ 24″ nord, 0° 01′ 10″ est                 | « PA00111540 »                                   | Inscrit                                          | 1926                                             | Église Saint-Étienne                                  |
| Ferme en pans de bois                                 | Le Mesnil-Mauger                                       |                                                  | 49° 05′ 15″ nord, 0° 01′ 08″ est                 | « PA00111542 »                                   | Inscrit                                          | 1930                                             | Image manquante Téléverser                            |
| Manoir de Sainte-Marie-aux-Anglais                    | Le Mesnil-Mauger                                       |                                                  | 49° 04′ 21″ nord, 0° 01′ 31″ est                 | « PA00111545 »                                   | Inscrit                                          | 1927                                             | Image manquante Téléverser                            |
| Manoir du Coin                                        | Le Mesnil-Mauger                                       |                                                  | 49° 05′ 39″ nord, 0° 00′ 50″ est                 | « PA00111543 »                                   | Inscrit                                          | 1927                                             | Image manquante Téléverser                            |
| Manoir d'Écajeul                                      | Le Mesnil-Mauger                                       |                                                  | 49° 04′ 36″ nord, 0° 00′ 17″ est                 | « PA00111544 »                                   | Classé                                           | 1930                                             | Image manquante Téléverser                            |
| Manoir de la Varende                                  | Le Mesnil-Simon                                        |                                                  | 49° 05′ 23″ nord, 0° 07′ 10″ est                 | « PA00111546 »                                   | Inscrit                                          | 1933                                             | Image manquante Téléverser                            |
| Manoir de la Valette                                  | Le Mesnil-Simon                                        | Les Balottes                                     | 49° 05′ 20″ nord, 0° 06′ 14″ est                 | « PA14000036 »                                   | Inscrit                                          | 2003                                             | Image manquante Téléverser                            |
| Château de Morainville                                | Le Mesnil-sur-Blangy                                   |                                                  | 49° 15′ 37″ nord, 0° 15′ 52″ est                 | « PA00111547 »                                   | Inscrit                                          | 1933                                             | Image manquante Téléverser                            |
| Église Saint-Manvieu                                  | Meuvaines                                              |                                                  | 49° 19′ 36″ nord, 0° 33′ 54″ ouest               | « PA00111548 »                                   | Inscrit                                          | 1927                                             | Église Saint-Manvieu                                  |
| Abbaye de Sainte-Barbe-en-Auge                        | Mézidon-Canon                                          | 5 rue Roger-Salengro                             | 49° 04′ 53″ nord, 0° 03′ 16″ ouest               | « PA00111549 »                                   | Inscrit                                          | 1981                                             | Abbaye de Sainte-Barbe-en-Auge                        |
| Château de Canon                                      | Mézidon-Canon                                          |                                                  | 49° 04′ 43″ nord, 0° 05′ 41″ ouest               | « PA00111550 »                                   | Classé                                           | 1941                                             | Château de Canon                                      |
| Église Saint-Pierre du Breuil                         | Mézidon-Canon                                          |                                                  | 49° 04′ 26″ nord, 0° 04′ 08″ ouest               | « PA00111551 »                                   | Classé                                           | 1906                                             | Église Saint-Pierre du Breuil                         |
| Groupe scolaire Jean-Jaurès et mairie annexe de Canon | Mézidon-Canon                                          | 211, 215 avenue Jean-Jaurès                      | 49° 04′ 27″ nord, 0° 05′ 29″ ouest               | « PA14000096 »                                   | Inscrit                                          | 2010                                             | Groupe scolaire Jean-Jaurès et mairie annexe de Canon |
| Église Saint-Jean-Baptiste                            | Missy                                                  |                                                  | 49° 07′ 14″ nord, 0° 33′ 04″ ouest               | « PA00111552 »                                   | Inscrit                                          | 1927                                             | Église Saint-Jean-Baptiste                            |
| Église Saint-Martin                                   | Mittois                                                |                                                  | 49° 00′ 33″ nord, 0° 01′ 24″ est                 | « PA00111553 »                                   | Inscrit                                          | 1926                                             | Église Saint-Martin                                   |
| Église Saint-Germain de Littry                        | Le Molay-Littry                                        |                                                  | 49° 13′ 36″ nord, 0° 53′ 04″ ouest               | « PA00111497 »                                   | Inscrit                                          | 1926                                             | Église Saint-Germain de Littry                        |
| Château de Crémel                                     | Monceaux-en-Bessin                                     | Crémel                                           | 49° 15′ 55″ nord, 0° 41′ 41″ ouest               | « PA00111554 »                                   | Inscrit                                          | 1928 2012                                        | Château de Crémel                                     |
| Église Notre-Dame-des-Prés                            | Mondeville                                             |                                                  | 49° 10′ 33″ nord, 0° 18′ 26″ ouest               | « PA00111555 »                                   | Classé                                           | 1913                                             | Église Notre-Dame-des-Prés                            |
| Église Saint-Denis                                    | Mondrainville                                          |                                                  | 49° 08′ 22″ nord, 0° 30′ 55″ ouest               | « PA00111556 »                                   | Inscrit                                          | 1932                                             | Église Saint-Denis                                    |
| Menhirs de la Plumaudière                             | Montchauvet                                            | Champ du Houx                                    | 48° 56′ 17″ nord, 0° 42′ 20″ ouest               | « PA00111557 »                                   | Inscrit                                          | 1976                                             | Menhirs de la Plumaudière                             |
| Château du Mont-à-la-Vigne                            | Monteille                                              |                                                  | 49° 06′ 07″ nord, 0° 01′ 41″ est                 | « PA00111558 »                                   | Inscrit                                          | 1932                                             | Image manquante Téléverser                            |
| Église Saint-Ouen                                     | Monteille                                              |                                                  | 49° 06′ 31″ nord, 0° 02′ 47″ est                 | « PA00111559 »                                   | Inscrit                                          | 1933                                             | Église Saint-Ouen                                     |
| Château de Monts                                      | Monts-en-Bessin                                        |                                                  | 49° 07′ 11″ nord, 0° 37′ 05″ ouest               | « PA14000097 »                                   | Inscrit                                          | 2010                                             | Château de Monts                                      |
| Église Saint-Georges                                  | Morteaux-Coulibœuf                                     |                                                  | 48° 55′ 33″ nord, 0° 04′ 18″ ouest               | « PA00111560 »                                   | Inscrit                                          | 1928                                             | Église Saint-Georges                                  |
| Église Saint-Eustache                                 | Mosles                                                 |                                                  | 49° 18′ 35″ nord, 0° 49′ 14″ ouest               | « PA00111561 »                                   | Classé                                           | 1913                                             | Église Saint-Eustache                                 |
| Église Saint-Malo                                     | Mouen                                                  |                                                  | 49° 08′ 59″ nord, 0° 29′ 12″ ouest               | « PA00111562 »                                   | Classé                                           | 1846                                             | Église Saint-Malo                                     |
| Église Sainte-Anne                                    | Moult                                                  |                                                  | 49° 06′ 55″ nord, 0° 09′ 49″ ouest               | « PA00111563 »                                   | Inscrit                                          | 1932                                             | Église Sainte-Anne                                    |
| Château de Villeray                                   | Les Moutiers-en-Cinglais                               |                                                  | 49° 01′ 11″ nord, 0° 26′ 20″ ouest               | « PA14000056 »                                   | Inscrit                                          | 2005                                             | Château de Villeray                                   |
| Manoir de Chiffretot                                  | Les Moutiers-Hubert                                    |                                                  | 48° 58′ 22″ nord, 0° 15′ 43″ est                 | « PA00111564 »                                   | Inscrit                                          | 1927                                             | Manoir de Chiffretot                                  |
| Église Saint-Germain                                  | Moyaux                                                 |                                                  | 49° 11′ 43″ nord, 0° 21′ 24″ est                 | « PA00111565 »                                   | Inscrit                                          | 1926                                             | Église Saint-Germain                                  |
| Manoir de la Féronnière                               | Moyaux                                                 |                                                  | 49° 11′ 23″ nord, 0° 20′ 26″ est                 | « PA00111831 »                                   | Inscrit                                          | 1990                                             | Image manquante Téléverser                            |
| Église Saint-Clair                                    | Mutrécy                                                |                                                  | 49° 03′ 49″ nord, 0° 25′ 13″ ouest               | « PA00111566 »                                   | Classé                                           | 1913                                             | Église Saint-Clair                                    |
| Château de Neuilly-la-Forêt                           | Neuilly-la-Forêt                                       |                                                  | 49° 15′ 57″ nord, 1° 06′ 31″ ouest               | « PA14000014 »                                   | Inscrit                                          | 1999                                             | Image manquante Téléverser                            |
| Église Saint-Martin                                   | Nonant                                                 |                                                  | 49° 14′ 36″ nord, 0° 38′ 18″ ouest               | « PA00111567 »                                   | Inscrit                                          | 1975                                             | Église Saint-Martin                                   |
| Château de Malou                                      | Norolles                                               |                                                  | 49° 12′ 08″ nord, 0° 14′ 20″ est                 | « PA00111568 »                                   | Inscrit                                          | 1930 2006                                        | Image manquante Téléverser                            |
| Ferme de la Vallée                                    | Norolles                                               |                                                  | 49° 11′ 42″ nord, 0° 13′ 24″ est                 | « PA00111569 »                                   | Inscrit                                          | 1933                                             | Image manquante Téléverser                            |
| Manoir de la Monteillerie                             | Norolles                                               | Château de la Monteillerie                       | 49° 12′ 40″ nord, 0° 14′ 04″ est                 | « PA00132893 »                                   | Inscrit                                          | 1994                                             | Image manquante Téléverser                            |
| Église Saint-Cyr-et-Sainte-Julitte                    | Noron-l'Abbaye                                         |                                                  | 48° 53′ 37″ nord, 0° 14′ 44″ ouest               | « PA00111570 »                                   | Inscrit Classé                                   | 1928 1929                                        | Église Saint-Cyr-et-Sainte-Julitte                    |
| Prieuré de Noron-l'Abbaye                             | Noron-l'Abbaye                                         |                                                  | 48° 53′ 58″ nord, 0° 15′ 14″ ouest               | « PA00111571 »                                   | Inscrit                                          | 1928                                             | Prieuré de Noron-l'Abbaye                             |
| Manoir du Pont-Senot                                  | Noron-la-Poterie                                       |                                                  | 49° 13′ 16″ nord, 0° 46′ 20″ ouest               | « PA00111572 »                                   | Inscrit                                          | 1927                                             | Manoir du Pont-Senot                                  |
| Église Sainte-Anne                                    | Norrey-en-Auge                                         |                                                  | 48° 54′ 46″ nord, 0° 00′ 55″ ouest               | « PA00111573 »                                   | Classé                                           | 1930                                             | Église Sainte-Anne                                    |
| Manoir de Belleau-Belleau                             | Notre-Dame-de-Courson                                  |                                                  | 49° 00′ 40″ nord, 0° 15′ 32″ est                 | « PA14000004 »                                   | Inscrit                                          | 1997                                             | Image manquante Téléverser                            |
| Manoir de la Cauvinière                               | Notre-Dame-de-Courson                                  |                                                  | 49° 00′ 20″ nord, 0° 17′ 41″ est                 | « PA00111577 »                                   | Inscrit                                          | 1928                                             | Image manquante Téléverser                            |
| Manoir de la Chapelle                                 | Notre-Dame-de-Courson                                  | La Chapelle                                      | 48° 59′ 34″ nord, 0° 14′ 03″ est                 | « PA14000037 »                                   | Inscrit                                          | 2003                                             | Image manquante Téléverser                            |
| Manoir de Courson                                     | Notre-Dame-de-Courson                                  |                                                  | 48° 59′ 37″ nord, 0° 16′ 38″ est                 | « PA00111576 »                                   | Classé                                           | 1955                                             | Image manquante Téléverser                            |
| Église Notre-Dame                                     | Notre-Dame-de-Livaye                                   |                                                  | 49° 06′ 55″ nord, 0° 03′ 03″ est                 | « PA00111578 »                                   | Inscrit                                          | 1975                                             | Église Notre-Dame                                     |
| Église Notre-Dame                                     | Notre-Dame-d'Estrées                                   |                                                  | 49° 08′ 36″ nord, 0° 00′ 46″ est                 | « PA00111832 »                                   | Inscrit                                          | 1990                                             | Église Notre-Dame                                     |
| Manoir de la Cour-Thorel                              | Notre-Dame-d'Estrées                                   |                                                  | 49° 07′ 30″ nord, 0° 00′ 17″ est                 | « PA00111574 »                                   | Inscrit                                          | 1970                                             | Image manquante Téléverser                            |
| Manoir de la Planche                                  | Notre-Dame-d'Estrées                                   |                                                  | 49° 07′ 14″ nord, 0° 00′ 09″ est                 | « PA00111575 »                                   | Inscrit                                          | 1928 1970                                        | Image manquante Téléverser                            |
| Château d'Olendon                                     | Olendon                                                | Derrière l'église                                | 48° 58′ 10″ nord, 0° 09′ 48″ ouest               | « PA14000005 »                                   | Inscrit                                          | 1997                                             | Château d'Olendon                                     |
| Château de Launay                                     | Orbec                                                  |                                                  | 49° 02′ 05″ nord, 0° 22′ 28″ est                 | « PA14000057 »                                   | Inscrit                                          | 2005                                             | Image manquante Téléverser                            |
| Couvent des Augustines                                | Orbec                                                  | 2, 4 place Joffre                                | 49° 01′ 15″ nord, 0° 24′ 23″ est                 | « PA00111579 »                                   | Inscrit                                          | 1978                                             | Couvent des Augustines                                |
| Église Notre-Dame                                     | Orbec                                                  |                                                  | 49° 01′ 08″ nord, 0° 24′ 32″ est                 | « PA00111580 »                                   | Classé                                           | 1996                                             | Église Notre-Dame                                     |
| Chapelle de l'hospice                                 | Orbec                                                  |                                                  | 49° 01′ 15″ nord, 0° 24′ 28″ est                 | « PA00111581 »                                   | Inscrit                                          | 1927                                             | Chapelle de l'hospice                                 |
| Hôtel de Croisy                                       | Orbec                                                  | 7 rue Grande                                     | 49° 01′ 11″ nord, 0° 24′ 29″ est                 | « PA00111582 »                                   | Inscrit Classé                                   | 1987                                             | Hôtel de Croisy                                       |
| Manoir Venelle-Dossin                                 | Orbec                                                  |                                                  | 49° 01′ 18″ nord, 0° 24′ 23″ est                 | « PA00111584 »                                   | Classé Inscrit                                   | 1932                                             | Manoir Venelle-Dossin                                 |
| Le Vieux Manoir                                       | Orbec                                                  | 97 rue Grande Place de la Poissonnerie           | 49° 01′ 20″ nord, 0° 24′ 23″ est                 | « PA00111583 »                                   | Classé                                           | 1941                                             | Le Vieux Manoir                                       |
| Église Saint-Clément de Saint-Clément-sur-le-Vey      | Osmanville                                             | Saint-Clément                                    | 49° 20′ 17″ nord, 1° 05′ 57″ ouest               | « PA14000012 »                                   | Inscrit                                          | 1998                                             | Église Saint-Clément de Saint-Clément-sur-le-Vey      |
| Église Saint-Martin d'Osmanville                      | Osmanville                                             |                                                  | 49° 19′ 42″ nord, 1° 04′ 54″ ouest               | « PA00111585 »                                   | Inscrit                                          | 1927                                             | Église Saint-Martin d'Osmanville                      |
| Église Saint-Paterne                                  | L'Oudon                                                | Route de Morière, Lieury                         | 48° 59′ 21″ nord, 0° 01′ 12″ ouest               | « PA00111586 »                                   | Inscrit                                          | 1928                                             | Église Saint-Paterne                                  |
| Manoir d'Houlbec                                      | L'Oudon                                                | Écots                                            | 48° 59′ 38″ nord, 0° 00′ 36″ est                 | « PA00125296 »                                   | Inscrit                                          | 1993                                             | Manoir d'Houlbec                                      |
| Manoir de la Roque                                    | L'Oudon                                                | La Roque, Montpinçon                             | 48° 57′ 35″ nord, 0° 03′ 58″ est                 | « PA00125297 »                                   | Inscrit                                          | 1993                                             | Image manquante Téléverser                            |
| Manoir des Hommes                                     | L'Oudon                                                | Les Hommes, Saint-Martin-de-Fresnay              | 48° 58′ 21″ nord, 0° 02′ 29″ est                 | « PA00111587 »                                   | Inscrit                                          | 1975                                             | Manoir des Hommes                                     |
| Église Saint-Pierre                                   | Ouézy                                                  |                                                  | 49° 05′ 00″ nord, 0° 06′ 12″ ouest               | « PA00111218 »                                   | Classé                                           | 1914                                             | Église Saint-Pierre                                   |
| Château du Houley                                     | Ouilly-du-Houley                                       |                                                  | 49° 10′ 17″ nord, 0° 19′ 44″ est                 | « PA00111588 »                                   | Inscrit                                          | 1927                                             | Château du Houley                                     |
| Château d'Assy                                        | Ouilly-le-Tesson                                       |                                                  | 48° 59′ 36″ nord, 0° 12′ 06″ ouest               | « PA00111589 »                                   | Inscrit                                          | 1929 2005                                        | Château d'Assy                                        |
| Manoir d'Ouilly                                       | Ouilly-le-Tesson                                       |                                                  | 48° 59′ 19″ nord, 0° 12′ 50″ ouest               | « PA00111590 »                                   | Classé                                           | 1927 1928                                        | Manoir d'Ouilly                                       |
| Château de Boutemont                                  | Ouilly-le-Vicomte                                      | Boutemont                                        | 49° 11′ 22″ nord, 0° 13′ 17″ est                 | « PA00111591 »                                   | Inscrit                                          | 1927 1995                                        | Château de Boutemont                                  |
| Église Notre-Dame                                     | Ouilly-le-Vicomte                                      |                                                  | 49° 10′ 43″ nord, 0° 13′ 04″ est                 | « PA00111592 »                                   | Inscrit                                          | 1926                                             | Église Notre-Dame                                     |
| Église Saint-Samson                                   | Ouistreham                                             |                                                  | 49° 16′ 35″ nord, 0° 15′ 29″ ouest               | « PA00111593 »                                   | Classé                                           | 1840                                             | Église Saint-Samson                                   |
| Grange aux dîmes                                      | Ouistreham                                             | Place Albert-Lemarignier                         | 49° 16′ 35″ nord, 0° 15′ 29″ ouest               | « PA00111594 »                                   | Inscrit                                          | 1971                                             | Grange aux dîmes                                      |
| Poste de direction de tir de Riva-Bella               | Ouistreham                                             | 21 avenue du Six-Juin                            | 49° 17′ 15″ nord, 0° 15′ 08″ ouest               | « PA00132894 »                                   | Inscrit                                          | 1994                                             | Poste de direction de tir de Riva-Bella               |
| Église Notre-Dame                                     | Ouville-la-Bien-Tournée                                |                                                  | 49° 03′ 10″ nord, 0° 01′ 22″ ouest               | « PA00111595 »                                   | Classé                                           | 1896                                             | Église Notre-Dame                                     |